# Ko Chang
Ko Chang is het op een na grootste eiland van Thailand. Het is een deeldistrict (King Amphoe) van de provincie Trat. Het is bereikbaar per boot vanaf Leam Ngop. Er zijn stranden en er is bos. In het binnenland liggen bergen. De hoogste berg is de 744 meter hoge Khao Jom Prast.
De westkust is het meest toeristische deel van het eiland met van noord naar zuid de volgende stranden:
- Chang Noi Beach
- Sai Khao Beach
- Khlong Phrao Beach
- Khai Bae Beach
- Het vissersdorp Bang Bao met even voorbij deze plaats een zeer rustig strand.

Sai Khao Beach is de grootste plaats op het eiland. Het staat ook bekend als "White Sand Beach". Men treft er winkels aan en vele reisbureaus, die zich richten op toeristen. Verder is er nog een "klein Pattaya". De overige stranden bestaan vrijwel uitsluitend uit horeca-gelegenheden, meestal in de vorm van resorts.
Vanuit Khlong Phrao Beach gaat een weg landinwaarts naar de grootste waterval van het eiland: Khlong Phlu.
Het vissersdorp Bang Bao is bijzonder, omdat het vrijwel helemaal op palen in zee is gebouwd. Men vindt er veel winkeltjes, restaurants en ook enige accommodatie.

## Klimaat
Hieronder volgt een grafiek met de langjarige gemiddelden van de temperatuur op Ko Chang.